# Хипотеза
Хипотеза (от старогръцки – ὑπόθεσις под-теза) е предложено обяснение на дадено явление. В античната реторика се прави разлика между „теза“ и „хипотеза“. През Античността и Средновековието разликата между „теза“ и „хипотеза“ разграничава философията и реториката. Първият известен автор, който въвежда това разграничение е елинистическият реторик Хермагор от Темнос (II в. пр. Хр.). „Тезата“ представлява съждение по общ/абстрактен въпрос, който не включва конкретни хора и обстоятелства.
Теорията на тезиса се основава на Аристотеловата категориална логика, която не борави с конкретни предмети, а с класове, видове и подвидове предмети. Хипотезата от своя страна представлява съждение, което се отнася до конкретни обекти при конкретни обстоятелства"
Днес в науката хипотеза е твърдение, което трябва да бъде доказано или отхвърлено. Следователно една научна хипотеза трябва да бъде фалсифицируема, т.е. трябва да са възможни експерименти, които биха опровергали хипотезата, ако дадат определен резултат.
В правото хипотезата е структурна част на правна норма, която съдържа условията, при наличието на които се задейства самата норма.